# Zonparkiet
De zonparkiet (Aratinga solstitialis) is een papegaaiachtige uit de familie van de papegaaien van Afrika en de Nieuwe Wereld (Psittacidae). De wetenschappelijke naam van de soort werd als Psittacus solstitialis in 1758 gepubliceerd door Carl Linnaeus.

## Uiterlijk
Het vrouwtje is qua uiterlijk gelijk aan het mannetje. De jonge vogels zijn te herkennen doordat zij meer groene veren in met name de vleugels hebben. Wanneer de vogels geslachtsrijp zijn, hebben alleen de uiteinden van de slagpennen vaak nog wat groen. Om het geslachtsonderscheid te bepalen kan alleen een endoscopisch of DNA-onderzoek uitsluitsel geven. DNA- materiaal kan verkregen worden vanuit de veren of vanuit het bloed. De totale lengte van kop tot puntje van de staart is 29 tot 31 centimeter.

## Verspreiding en leefgebied
Deze soort komt voor in Zuid-Amerika.  Het leefgebied bestaat uit natuurlijke bossen op de hellingen in het berggebied van de deelstaat Roraima op de grens van Brazilië, Guyana en Venezuela. Vroeger werd gedacht dat ze vooral in savannelandschap voorkwamen, maar hier komen ze alleen als ze van de ene heuvel naar de andere vliegen.

## Status
De zonparkiet heeft een beperkt verspreidingsgebied en daardoor is de kans op uitsterven aanwezig. De grootte van de populatie werd in 2016 door BirdLife International geschat op 1000 tot 2500 volwassen individuen en de populatie-aantallen nemen af door grootschalig vangst voor de handel in volièrevogels. Om deze redenen staat deze soort als bedreigd op de Rode Lijst van de IUCN.
Er gelden beperkingen voor de handel in deze parkiet, want de soort staat in de Bijlage II van het CITES-verdrag.

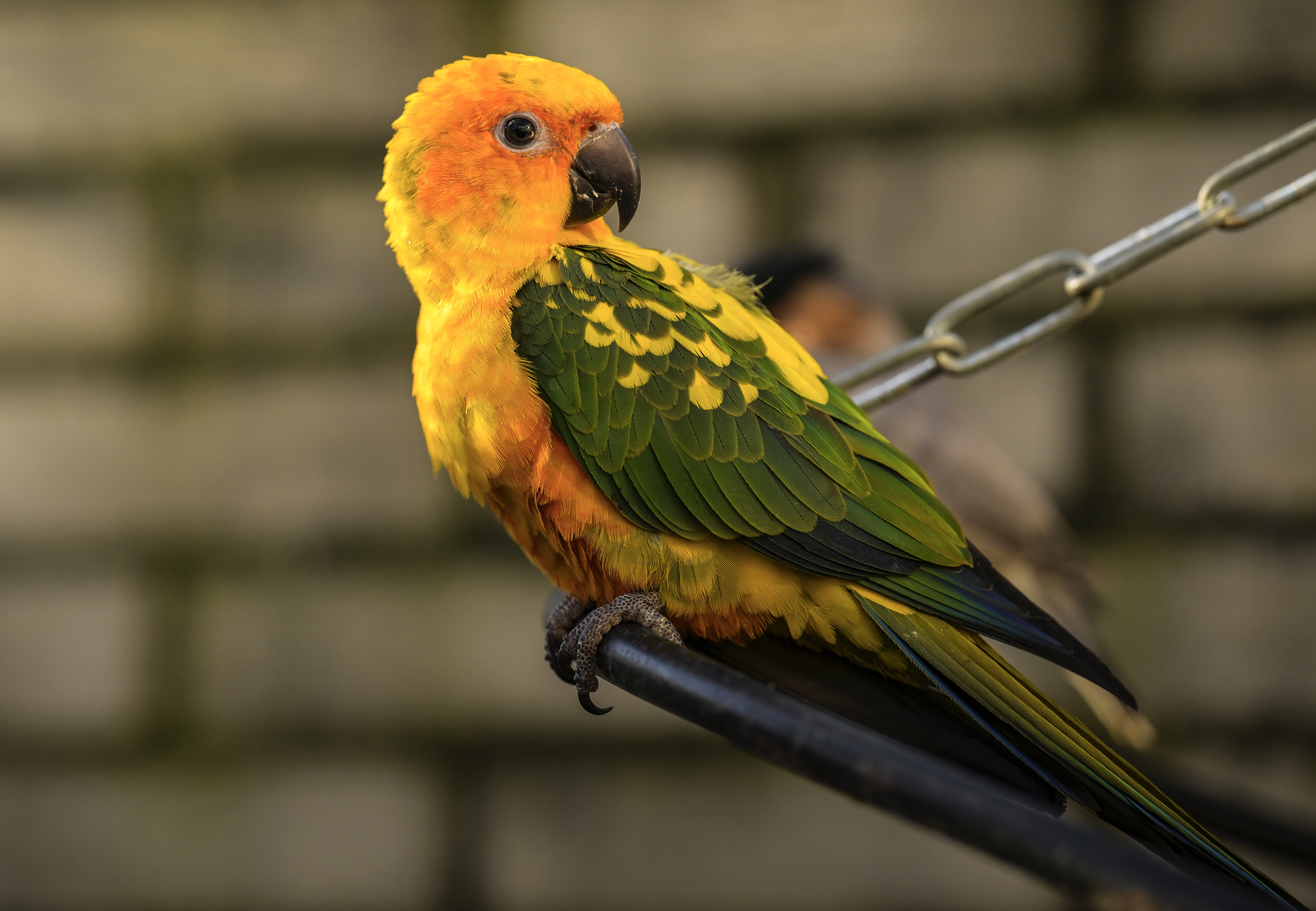
Vrijwel geheel groene vleugels bij de jonge zonparkiet

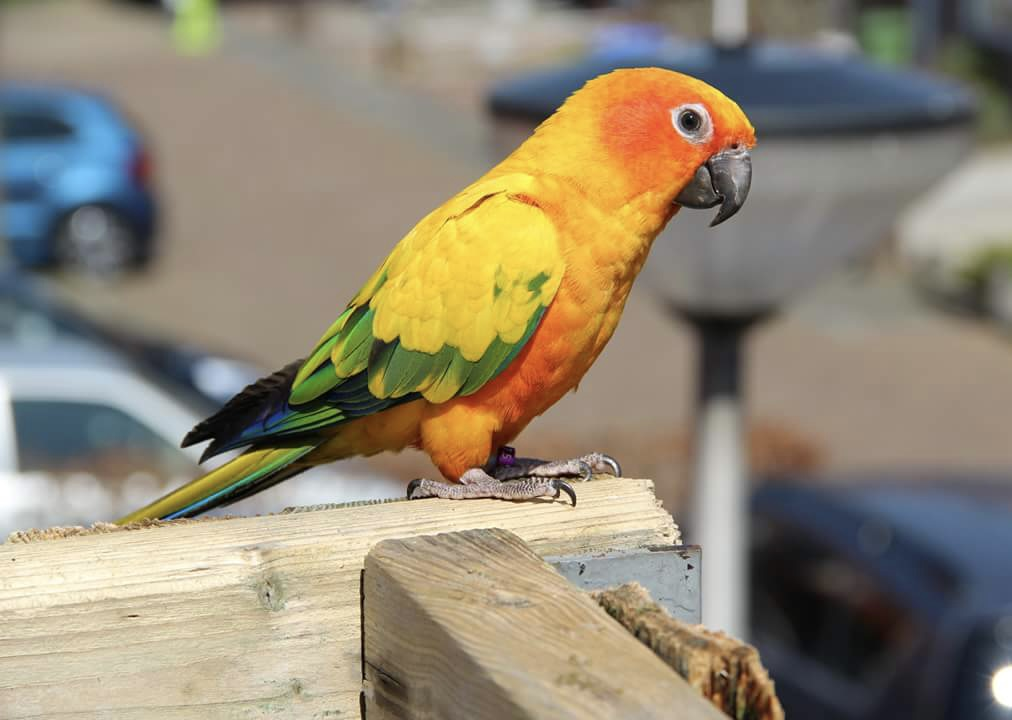
Volwassen zonparkiet